# Logue House
La John G. Logue House, più comunemente Logue House, è un edificio situato a Houston, in Texas, nella zona dello Houston Museum District. L'edificio, intitolato a John G. Logue, suo primo proprietario, fu progettato da William Ward Watkin e costruito nel 1923. Un tempo, la Shepherd School of Music dell'Università Rice teneva le sue lezioni alla Logue House.
La Federazione delle organizzazioni italo-americane della Grande Houston l'ha ottenuta nel 1988 e nel ventunesimo secolo l'edificio ospita gli uffici dell'organizzazione e del Centro culturale e comunitario italiano (ICCC). Per questo motivo, l'edificio stesso è anche noto come "Centro culturale italiano". Il centro ospita vari eventi culturali (proiezioni di film, degustazioni di vini italiani) nonché lezioni di lingua e cultura italiana.
Nel 1998 il National Park Service (NPS) ha inserito la Logue House nel Registro Nazionale dei luoghi storici (NRHP).
È in prossimità del quartiere di Montrose.